# Primost
Primost (sau simplu prim, de asemenea cunoscută și ca mysost) este o varietate de brânză nordică (din Peninsula Scandinavică) fabricată din lapte cu o textură ușoară, tartinabilă, ceea ce oferă brânzei un gust semi-dulce. Dulceața provine de la caramelizarea zaharurilor care se găsesc în zerul laptelui în momentul fabricării. 